# Cory J. McBride
Cory James McBride is een Amerikaans componist, dirigent en slagwerker.

## Levensloop
McBride studeert (2012) nog muziekonderwijs, muziektheorie en compositie aan de Universiteit van Noord-Iowa in Cedar Falls. In 2008 werd hem een studiebeurs, de James H. Patrenos Memorial Scholarship, toegekend en uitgereikt door de componistenbroederschap "Phi Mu Alpha Sinfonia". Voordat hij aan de universiteit studeerde was hij als slagwerker verbonden aan de Iowa All-State Concert Band en het Iowas All-State jazzensemble. Verder werkte hij mee in het Bands of America (BOA) Young Composer Mentor Project met Mark Camphouse en Frank Ticheli.
Als componist bewees hij zijn talent met de tot nu gepubliceerde werken voor harmonieorkest en kamermuziek.

## Composities

### Werken voor harmonieorkest
- 2003 Perilous Voyage[1]
- 2004 Agua's Whelm[2]
- 2005 Moonscape
- 2008 Shadow Rider
- Amid the Great Displace

### Kamermuziek
- As the Tides Wash, voor dwarsfluit en piano